# Tim Borowski
Tim Borowski (* 2. Mai 1980 in Neubrandenburg) ist ein ehemaliger deutscher Fußballspieler und heutiger Fußballtrainer.

## Karriere als Spieler (1985–2012)

### Vereine
Borowski begann das Fußballspielen 1985 bei seinem Heimatverein BSG Post Neubrandenburg. Im Alter von 16 Jahren wechselte er 1996 in die Jugend von Werder Bremen und wurde 1999 mit der A-Jugend Meister. Dem Jugendalter entwachsen rückte er in die Amateurmannschaft auf, in der er sich als Stammspieler etablierte, was ihm ein Jahr später die Berufung in den Profikader einbrachte.
Seinen Durchbruch schaffte Borowski in der Saison 2003/04, in der er mit der Mannschaft Deutscher Meister und DFB-Pokalsieger wurde; zum Pokalsieg trug er mit zwei Toren im Finale wesentlich bei.
Borowski wurde von Johan Micoud und dessen Spielstil geprägt. Nach dessen Abgang übernahm er eine tragende Rolle im Mittelfeld von Werder Bremen. Aufgrund zahlreicher Verletzungen konnte Borowski in der Saison 2006/07 jedoch nicht an seine Leistungen aus der vorangegangenen Saison anknüpfen.
Im Sommer 2008 wechselte Borowski ablösefrei zum Ligakonkurrenten FC Bayern München. Am 20. September 2008 (5. Spieltag) erlitten die Bayern gegen seinen ehemaligen Verein die höchste Heimniederlage seit 29 Jahren: Bei der 2:5-Niederlage erzielte er nach seiner Einwechslung die beiden Tore für die Münchner. Im Laufe der Saison wurde er 20-mal eingewechselt und kam nicht über die Reservistenrolle hinaus. Da er in den Planungen des neuen Trainers Louis van Gaal keine Rolle mehr spielte, kehrte Borowski nach nur einer Saison für den FC Bayern München im Sommer 2009 nach Bremen zurück. Am 22. Juli 2009 unterschrieb er bei Werder einen Vertrag bis 2012 mit einer Option auf ein weiteres Jahr.
Am 26. April 2012 gab der Verein bekannt, dass Borowski keinen neuen Vertrag bekomme und daher Werder zum Saisonende verlassen werde, weshalb er am 5. Mai 2012 gegen den FC Schalke 04 sein Abschiedsspiel für die Bremer gab. Anhaltende Probleme im rechten Sprunggelenk veranlassten Borowski, am 19. September 2012 seine Karriere als Fußballer zu beenden. In 236 Bundesligaspielen hatte er 32 Tore erzielt.

### Nationalmannschaft

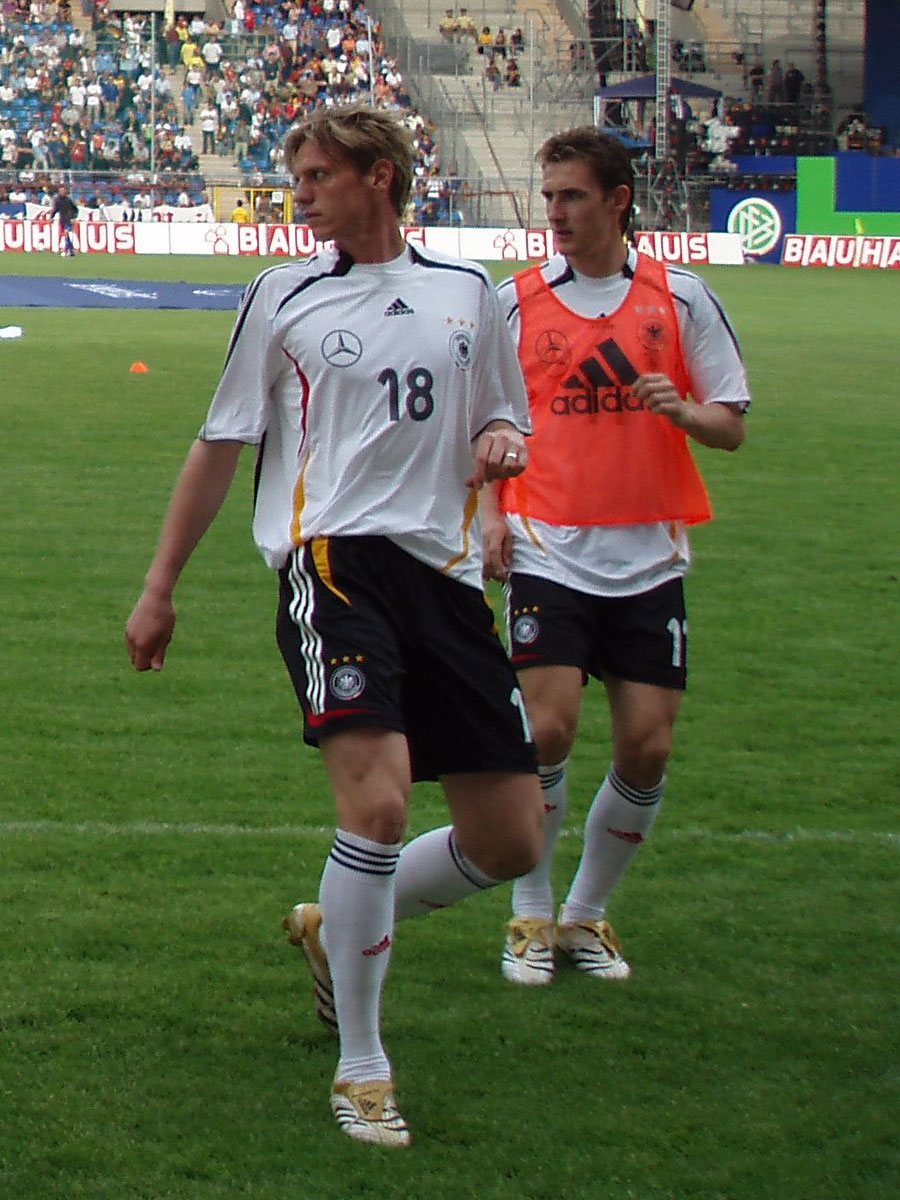
Borowski vor einem Testspiel zur WM 2006 in Deutschland

Sein Länderspieldebüt gab Borowski im Jahr 2002 im Spiel gegen Bulgarien, als er in der 79. Minute eingewechselt wurde. In der Folgezeit konnte sich Borowski in der Nationalmannschaft etablieren und wurde auch für die Fußball-Weltmeisterschaft 2006 nominiert, bei der er sechs der sieben Spiele bestritt. 2008 wurde Borowski von Bundestrainer Joachim Löw in den deutschen Kader für die Fußball-Europameisterschaft 2008 berufen, bei der Borowski in zwei von sechs Spielen zum Einsatz kam. Der Auftritt im Viertelfinale gegen Portugal (3:2) war sein 33. und letztes Spiel für die DFB-Auswahl.

## Karriere als Funktionär und Trainer
Im Anschluss an seine Laufbahn als Profifußballer absolvierte Borowski ab dem 14. Januar 2013 bei Werder Bremen eine 18-monatige Managementausbildung, bei der er insbesondere in den Geschäftsbereichen Marketing und Scouting dem Geschäftsführer Klaus Filbry assistierte. Am 1. Juni 2015 übernahm er die sportliche Leitung von Werders U23. Er trat die Nachfolge von Frank Baumann an. Von dieser Funktion trat er am 16. September 2015 aus persönlichen Gründen zurück. Ab Oktober 2017 war er unter Florian Kohfeldt Co-Trainer bei den Werder-Profis. Borowski verließ nach der Saison 2020/21 den Verein.

## Karriere als Experte im TV
Seit dem August 2022 ist Borowski Teil des Expertenteams des Streaming-Dienstes DAZN.

## Erfolge

### Vereine
- DFB-Pokalfinalist 2010
- Ligapokal-Sieger 2006
- Deutscher Meister 2004
- DFB-Pokal-Sieger 2004
- Deutscher A-Juniorenmeister 1999

### Nationalmannschaft
- Zweiter der Europameisterschaft 2008
- Dritter der Fußball-Weltmeisterschaft 2006
- Dritter beim Confed-Cup 2005

## Auszeichnungen
- Silbernes Lorbeerblatt[10] verliehen am 14. August 2006
- Fußballer des Monats Mai 2004, November 2005